# Alcyonidium albescens
Alcyonidium albescens is een mosdiertjessoort uit de familie van de Alcyonidiidae. De wetenschappelijke naam van de soort is voor het eerst geldig gepubliceerd in 1999 door Winston & Key.